# Jules Alingete Key
Jules Alingete Key, né le 25 juin 1963 à Kinshasa, est un économiste congolais (RDC) et expert-comptable agréé, spécialiste en fiscalité et expert en matière du climat des affaires.
Le 1er juillet 2020, il est nommé par le président Félix Tshisekedi Inspecteur Général, Chef de service à l'inspection générale des finances (IGF),.

## Biographie

### Naissance et scolarité
Originaire de la localité de kutu,, il fait ses études à kinshsasa, à l'institut technique commercial bikanga dans la commune de Kisenso où il decroche son diplôme d'État en 1983. 
Il entame ensuite son parcours universitaire à l'université de Kinshasa, UNIKIN, où il obtient en 1988 son diplôme de licence en sciences économiques.

## Parcours
En 1988, il est recruté sur concours à l’Inspection générale des Finances (IGF).
Jules Alingete Key est passé dans plusieurs services du pays, notamment en tant que : 
- Conseiller au ministère des Finances, coordonnateur au cabinet du gouverneur de la ville de Kinshasa de 1997 à 2000;
- Commissaire aux comptes à la REGIDESO de 2006 à 2018;
- Directeur des recettes à la direction générale des recettes de Kinshasa (DGRK) de 2008 à 2010;
- Conseiller spécial du gouvernement en matière du climat des affaires et, enfin, il était directeur de cabinet adjoint au ministère de l’Économie nationale avant d'être à la tête de l'inspection générale des finances, Chef de service[5],[6].

Le 20 février 2021, Jules Alingete Key est désigné ambassadeur de la paix par l'observatoire africain de la sanction positive et valeur de la paix (OASP).
En juillet 2024, le procureur de la Cour des comptes lance une enquête contre Jules Alingete Key. L'enquête concerne un contrat noué avec la Gécamines.
En mai 2025, Le président Félix Tshisekedi a mis fin aux fonctions de Jules Alingete, en tant que directeur général de l'inspection des finances, admis à la retraite.

## Vie privée
Il est marié, père de deux enfants.
Jules Alingete Key, Vital Kamerhe, Adolphe Muzito, Jean-Lucien Bussa, Augustin Matata Ponyo sont de la même promotion au sein de la faculté d'économie de l'UNIKIN.